# Verbos inergativos e inacusativos
Los verbos inacusativos e inergativos son los dos tipos en los que se pueden dividir los verbos intransitivos o monovalentes en razón del rol semántico que desempeña su único argumento. Existen varios criterios para diferenciar estas dos clases de verbos, siguiendo la clasificación inicial de Perlmutter (1978), ampliada por Burzio (1981, 1986):
- Verbos inergativos o intransitivos puros: sonreír, patinar, trabajar, gritar, caminar, llorar, etc.
- Verbos inacusativos o ergativos: llegar, crecer, florecer, aparecer, desaparecer, quedar, faltar, hervir, etc.

## Naturaleza de la oposición inacusativo / inergativo
Los términos inacusativo (del inglés unaccusative) e inergativo (del inglés unergative) se usan para designar: (a) dos tipos de verbos intransitivos y (más frecuentemente); (b) el rol semántico de su único argumento. 
El argumento inacusativo designa un participante no volitivo ni agentivo que desempeña respecto al verbo intransitivo un rol semántico equivalente al del argumento objeto del verbo transitivo (es decir, un Paciente o Experimentador animado no volitivo), al que corresponde (típicamente) el caso acusativo. En lenguas acusativas como el español pueden aparecer alternancias transitivas/ intransitivas con el mismo verbo (1); Los llamados inacusativos inherentes no presentan esta alternancia transitiva (2), pero la lengua presenta frecuentemente varios verbos distintos que expresan el mismo evento con distinto número y distribución de los roles temáticos, como vemos en (3) con traer y llegar. 
(1a)  Juan (SUJETO agente) hirvió el caldo (OBJETO paciente): Construcción transitiva.
(1b)  El caldo (SUJETO paciente, inacusativo) hirvió: Construcción inacusativa.
(2a) Juan se desmayó.: Construcción inacusativa.
(2b) †María desmayó a Juan.
(2c) María hizo desmayarse a Juan.: Construcción con perífrasis transitiva.
(3a)  María (SUJETO agente) trajo el pedido (OBJETO paciente): Construcción transitiva.
(3b)  El pedido (SUJETO inacusativo) llegó: Construcción inacusativa con distinto verbo.
(4) Estas plantas (SUJETO experimentador inacusativo) crecen mucho: Construcción inacusativa.
(5a) La tortuga (SUJETO experimentador inacusativo) murió ayer: Construcción inacusativa.
(5b) El Tajo (SUJETO ¿experimentador? inacusativo) muere en Lisboa: Construcción inacusativa.
De forma análoga, el argumento inergativo prototípico es el único argumento de un verbo intransitivo que desempeña en la oración un papel equivalente al del argumento con caso ergativo con un verbo transitivo en una lengua ergativa, es decir, un Agente o Experimentador volitivo. Puesto que el argumento único tiene un rol hasta cierto punto agentivo (el rol típico del sujeto), en las lenguas acusativas no es normal que estos verbos tengan una alternancia transitiva o un verbo de dos valencias con un contenido semántico comparable al del inergativo en el segundo argumento.
(6)  Juan (SUJETO agente) habla/sonríe/trabaja/patina a todas horas: Construcción inergativa.
(7)  El presidente (SUJETO agente) dimitió tras el escándalo: Construcción inergativa.
En general, los verbos inacusativos prototípicos tienden a ser télicos y a expresar un cambio de estado o localización del sujeto. Los verbos inergativos prototípicos tienden a ser atélicos como (6). 
La distinción entre verbos inergativos e inacusativos no es meramente descriptiva: en muchas lenguas esta distinción tiene un reflejo morfosintáctico de diverso tipo que afectan a la capacidad de pasivización, la selección de auxiliar en las construcciones perifrásticas, etc. Los verbos intransitivos con un sujeto experimentador indiferente al rasgo "animado" (como "crecer", "morir") o con verbos del tipo "aparecer", "surgir" participan de los rasgos de ambos grupos y su comportamiento sintáctico puede variar de una lengua a otra.

## Explicación del fenómeno en Gramática Generativa
Los verbos inergativos tienen un "sujeto profundo" (similar a lo que se llama sujeto agente en la gramática tradicional), mientras que los inacusativos tienen un "objeto profundo" (similar a lo que se llama sujeto paciente en términos tradicionales). Las dos clases de verbos se diferencian en el papel temático que asignan al único participante de la oración encabezada por ellos: los inergativos le asignan el papel de agente mientras que los inacusativos asignan el papel de tema (o paciente). Esta diferencia no se reduce a una asimetría temática, sino que conlleva consecuencias sintácticas estructurales importantes. A continuación se examinarán ejemplos del italiano, el español y el inglés para mostrar estas diferencias.

## Ejemplos en diversas lenguas

### Ejemplos del italiano
En italiano la diferencia entre ambos tipos de verbos queda reflejada en:
1. La elección de auxiliar
2. El comportamiento con el clítico partitivo o indefinido.
3. Construcciones de participio absoluto.

Elección de auxiliar. En italiano (y en castellano antiguo) el pretérito perfecto se forma mediante dos posibles auxiliares: avere, 'haber', y essere, 'ser'. Los verbos inergativos (por ejemplo, lavorare, telefonare) requieren el auxiliar avere, mientras que los inacusativos (por ejemplo, arrivare, sparire) requieren el auxiliar essere. Algunos ejemplos de oraciones bien formadas y mal formadas con verbos inergativos son:
(1a) Giorgio ha lavorato 'Jorge ha trabajado.' (correcta)
(1b) *Giorgio è lavorato 'Jorge ha trabajado.' (incorrecta)
(2a) Giovanni ha telefonato 'Juan ha telefoneado.' (correcta)
(2b) *Giovanni è telefonato 'Juan ha telefoneado.' (incorrecta)
Con verbos inacusativos se tiene:
(3a) *Giovanni ha arrivato 'Juan ha llegado.' (incorrecta)
(3b) Giovanni è arrivato 'Juan ha llegado.' (correcta)
(4a) *Giorgio ha sparito 'Jorge ha desaparecido.' (incorrecta)
(4b) Giorgio è sparito 'Jorge ha desaparecido.' (correcta)
Clítico partitivo. En italiano el clítico ne (similar al que existe en francés o catalán) normalmente suele sustituir a un objeto nominal indefinido en oraciones transitivas:
(5a) Giorgio ha comprato due macchine 'Jorge ha comprado dos coches.'
(5b) Giorgio ne ha comprate due 'Jorge ha comprado dos [de ellos].'
Con verbos intransitivos, sólo los verbos inacusativos permiten la sustitución por el clítico ne:
(6) Ne sono comparse due 'De ellos han comparecido dos.'
(7) Ne arriveranno molti 'Llegarán muchos [de ellos]'
(8) *Ne hanno gridato due 'De ellos han gritado dos.' (incorrecta)
(9) *Ne telefoneranno molti 'Llamarán por teléfono muchos.'
Participio absoluto. Este tipo de construcción es posible tanto con verbos transitivos como con verbos inacusativos, pero resulta imposible con verbos inergativos:
(10a) Perduti i soldi, non c'era niente da fare (transitiva)
'Perdido el dinero, no había nada que hacer.'
(10b) Comparsa all'improvviso, la suocera è rimasta due settimane (inacusativa)
'Aparecida de improviso, la suegra se quedó dos semanas.'
(10c) *Gridato ai bambini, Giorgio è uscito (inergativa, incorrecta)
'Habiendo gritado a los niños, Giorgio se fue.'

### Ejemplos del español
En español, al igual que en el caso mencionado del italiano (10), los verbos inacusativos pueden aparecer en una oración de participio absoluto pero los inergativos no:
(11a) Llegado de improviso, se puso a ordenar a todos (llegar es inacusativo, no intransitivo puro)
(11b) Habiendo sonreído mucho, se sintió más relajado (y no: *Sonreído mucho, se sintió más relajado, pues sonreír es inergativo, o sea, intransitivo puro)
El castellano medieval además tenía estructuras paralelas a (1)-(4), pero en español áurico se produjo un cambio gramatical que equiparó los auxiliares usados con ambos tipos de verbos para formar las formas de perfecto ("tiempos compuestos") en favor del verbo haber (por lo que en español ese es el único auxiliar usado con todos los verbos para los tiempos compuestos). También el español tenía oraciones paralelas a los tipos (5)-(6) del italiano pero el clítico partitivo desapareció en español áurico.
Los verbos inacusativos inherentes no toman bajo ninguna circunstancia objetos directos:
(12a) La paloma apareció.
(12b) *El mago apareció la paloma.
Mientras que aquellos con alternancia causativa sí pueden hacerlo:
(13a) La puerta se abrió.
(13b) Mi madre abrió la puerta.
(14a) La ventana se rompió.
(14b) Los niños rompieron la ventana.
Quizás sea importante aclarar que, en realidad, los verbos inacusativos con alteración causativa no son propiamente inacusativos, pues no son intransitivos. Un verbo intransitivo jamás toma objeto directo. Por el contrario, verbos como los de los ejemplos (13) y (14) son verbos transitivos, como podemos ver en su estructura lógica: "X abre Y"; "X rompe Y" (donde X es el sujeto gramatical e Y representa el objeto directo). Lo que sucede es que la partícula 'se' intransitiviza determinados verbos transitivos, convirtiéndolos en inacusativos/ergativos (como en los ejemplos (13a) y (14a)). En este sentido el 'se' funciona como marca lingüística, respecto de la función prototípica de estos verbos, transformando "X abre Y" (13b) en "[Ø] abre Y" ("Y se abrió") donde Y representa el objeto directo (con rol semántico de paciente) que toma el lugar de sujeto gramatical dejado por X: el objeto directo se convierte en sujeto del enunciado.
Otra cosa importante es que al desaparecer el sujeto que cumplía el rol de agente, gramaticalmente se dice, tal como se explicó más arriba, que el objeto directo pasa a cumplir el rol de sujeto. Sin embargo, semánticamente no sucede lo mismo. El papel de agente se pierde, y el papel que cumplía el objeto directo (generalmente paciente) se vuelve predominante. Podría parecer que el rol semántico nuevo es más bien uno intermedio entre agente y paciente o ambos simultáneamente, como en los ejemplos (13a) y (14a). No obstante "La puerta se abrió" en su interpretación de "la puerta se abrió sola", no quiere decir que ella lo haya decidido, sino que el agente es desconocido y/o indefinido (el viento, estaba mal cerrada, la cerradura está rota, etc.)
Por su parte, los verbos inergativos se forman a partir de sustantivos mediante un proceso llamado incorporación. El sustantivo se incorpora a una forma verbal primitiva, dando lugar al verbo inergativo.  La clasificación de verbos inergativos es muy compleja. Incluye:
- Verbos inergativos de manera de movimiento: correr, caminar, cojear, saltar, arrastrarse, gatear, etc.
- Verbos inergativos de manera de emisión de sonido: Resonar, balbucear, repicar, etc.
- Verbos inergativos de manera de emisión de luz: Brillar, refulgir, destellar.
- Verbos inergativos de manera de emisión de sustancia: transpirar, sangrar, vomitar, etc.
- Verbos inergativos de manera de consumición: Beber, respirar, comer, engullir, tragar, etc.

### Ejemplos del inglés
En inglés, el número de verbos inergativos es mucho mayor que en español. Esto ocurre a causa de que la matriz de los verbos en inglés suele incorporar manera, mientras que en español suele incorporar direccionalidad. Ejemplos: 
- Verbos inherentemente inacusativos:

Mary came early.
The letter disappeared.
- Verbos ergativos con alternancia transitiva:

Vegetables grow.
I grow vegetables.
The toasts burnt.
I burnt the toasts.
- Verbos inherentemente ergativos:

 The flower withered.
* I withered the flower.
The snow melted.
? I melted the snow.
- Verbos inherentemente inergativos :

The baby cried.
* The mother cried the baby.
The piano gleamed in the sun.
* The sun gleamed the piano.
- Verbos inergativos con alternancia acusativa:

Mary eats a lot.
Mary eats a lot of fruit.
John murmured.
John murmured inaudible words.